# Casearia megalophylla
Casearia megalophylla är en videväxtart som beskrevs av Ernest Friedrich Gilg. Casearia megalophylla ingår i släktet Casearia och familjen videväxter. Inga underarter finns listade i Catalogue of Life.